# Овни ин мамути
„Овни ин мамути” је југословенски и словеначки филм из 1985. године. Режирао га је Филип Робар Дорин који је написао и сценарио.

## Улоге
| Глумац          | Улога |
| --------------- | ----- |
| Славко Штимац   |       |
| Божидар Буњевац |       |
| Марко Дерганц   |       |
| Блаж Огоревц    |       |
| Златко Зајц     |       |
| Ранко Гучевац   |       |
| Симона Веис     |       |
| Берта Бојети    |       |
| Милан Јовеш     |       |
| Златка Стрниса  |       |
| Витолд Флакер   |       |

Остале улоге  ▼
| Глумац            | Улога |
| ----------------- | ----- |
| Франци Слак       |       |
| Премил Стојановић |       |
| Авдија Халид      |       |
| Боштјан Житко     |       |
| Матеја Герцар     |       |
| Витомир Колшек    |       |
| Игор Коршић       |       |
| Николај Ерјавец   |       |